# Idioma altái
El idioma altái (también gorno-altái y oirot —antes de 1948—) es una lengua túrquica hablada en la República de Altái y el Krai de Altái en la Federación Rusa.

## Clasificación
Debido a su posición aislada en el macizo de Altái y el contacto con las lenguas de los alrededores, la clasificación del altái dentro de las lenguas túrquicas a menudo ha sido cuestionada. Debido a su proximidad geográfica a los idiomas shor y jakasio, algunas clasificaciones lo sitúan en un subgrupo túrquico septentrional. Debido a ciertas similitudes con el idioma kirguís, se ha agrupado con las lenguas túrquicas noroccidentales. Una clasificación más reciente en el sur de la República de Altái, considera que el altái meridional conforma un propio subgrupo dentro de las lenguas túrquicas, mientras que el altái septentrional se relaciona con el idioma chulym y el dialecto kondoma del shor.

## Dialectos
Aunque tradicionalmente se ha considerado un solo idioma, aunque el altái meridional no es totalmente mutuamente inteligibles con las variedades del altái septentrional. El altái escrito se basa en el dialecto del sur, y de acuerdo con Ethnologue es rechazada por los niños del norte de Altái. En 2006, el alfabeto cirílico fue creado por la variedad kumandy del altái septentrional para su uso en el krai de Altái.
Los dialectos son los siguientes:
- Altái meridional
  - Altái
    - Mayma

  - Telengit
    - Tölös
    - Chuy

  - Teleut
- Altái septentrional
  - Tuba
  - Kumandy
    - Turachak
    - Solton
    - Starobardinian

  - Chalkan (también conocido como kuu, lebedin)